# Seznam katastrálních území v okrese Prachatice
V této tabulce je uveden kompletní výčet katastrálních území Okresu Prachatice, včetně rozlohy a sídel, které na nich leží.
| Název KÚ                 | Sídla                                                 | Obec                    | km2   |
| ------------------------ | ----------------------------------------------------- | ----------------------- | ----- |
| A                        | A                                                     | A                       |       |
| Albrechtovice            | Albrechtovice                                         | Záblatí                 | 1,57  |
| Arnoštka                 | Arnoštka                                              | Vimperk                 | 4,32  |
| Babice u Netolic         | Babice                                                | Babice                  | 3,89  |
| Běleč u Těšovic          | Běleč, Bělečská Lhota                                 | Těšovice                | 3,95  |
| Benešova Hora            | Benešova Hora                                         | Vacov                   | 4,2   |
| Bohumilice v Čechách     | Bohumilice                                            | Bohumilice              | 3,42  |
| Bohunice u Tvrzic        | Bohunice                                              | Bohunice                | 2,58  |
| Borčice                  | Borčice                                               | Dub                     | 1,99  |
| Borová Lada              | Borová Lada                                           | Borová Lada             | 7,17  |
| Bořanovice u Vimperka    | Bořanovice                                            | Vimperk                 | 2,13  |
| Bošice                   | Bošice, Záhoří                                        | Bošice                  | 3,3   |
| Boubská                  | Boubská                                               | Vimperk                 | 3,99  |
| Branišov u Zdíkovce      | Branišov                                              | Zdíkov                  | 3,63  |
| Březová Lada             | Březová Lada                                          | Horní Vltavice          | 2,48  |
| Bučina u Kvildy          | Bučina                                                | Kvilda                  | 13,86 |
| Budilov                  | Budilov                                               | Bošice                  | 3,15  |
| Budkov u Husince         | Budkov                                                | Budkov                  | 5,04  |
| Buk pod Boubínem         | Buk                                                   | Buk                     | 3,88  |
| Bušanovice               | Beneda, Bušanovice, Želibořice                        | Bušanovice              | 5,91  |
| Cudrovice                | Mlynářovice                                           | Volary                  | 6,94  |
| Čábuze                   | Čábuze                                                | Vacov                   | 2,38  |
| Černá Lada               | Černá Lada                                            | Borová Lada             | 18,21 |
| České Žleby              | České Žleby, Dobrá                                    | Stožec                  | 42,17 |
| Čkyně                    | Čkyně                                                 | Čkyně                   | 5,04  |
| Dachov                   | Dachov                                                | Vlachovo Březí          | 1,11  |
| Dobročkov                | Březovík, Dobročkov                                   | Ktiš                    | 9,73  |
| Dolany u Čkyně           | Dolany                                                | Čkyně                   | 3,79  |
| Dolní Cazov              | Strážný                                               | Strážný                 | 2,21  |
| Dolní Chrášťany          | Dolní Chrášťany                                       | Lhenice                 | 3,73  |
| Dolní Kožlí              | Dolní Kožlí                                           | Vlachovo Březí          | 3,39  |
| Dolní Nakvasovice        | Dolní Nakvasovice                                     | Bušanovice              | 1,95  |
| Dolní Světlé Hory        | Strážný                                               | Strážný                 | 2,84  |
| Dub u Prachatic          | Dub                                                   | Dub                     | 6,18  |
| Dubská Lhota             | Dubská Lhota                                          | Dub                     | 1,36  |
| Dvorec u Dubu            | Dvorec                                                | Dub                     | 1,2   |
| Dvory u Lažišť           | Dvory                                                 | Dvory                   | 3,34  |
| Frantoly                 | Frantoly                                              | Mičovice                | 6,25  |
| Hlásná Lhota             | Hlásná Lhota                                          | Záblatí                 | 4,17  |
| Hliniště                 | Hliniště, Kořenný                                     | Strážný                 | 3,21  |
| Hodonín u Zdíkovce       | Hodonín                                               | Zdíkov                  | 2,1   |
| Horní Cazov              | České Žleby                                           | Stožec                  | 2,62  |
| Horní Chrášťany          | Horní Chrášťany                                       | Lhenice                 | 3,21  |
| Horní Kožlí              | Horní Kožlí                                           | Vlachovo Březí          | 0,93  |
| Horní Nakvasovice        | Horní Nakvasovice                                     | Bušanovice              | 1,86  |
| Horní Sněžná             | Chlum                                                 | Volary                  | 7,79  |
| Horní Světlé Hory        | Strážný                                               | Strážný                 | 24,05 |
| Horní Vltavice           | Horní Vltavice                                        | Horní Vltavice          | 27,15 |
| Horní Záblatí            | Horní Záblatí                                         | Záblatí                 | 3,27  |
| Horosedly u Čkyně        | Horosedly                                             | Čkyně                   | 3,93  |
| Horouty                  | Horouty                                               | Husinec                 | 1,6   |
| Hoříkovice               | Hoříkovice                                            | Lhenice                 | 1,66  |
| Houžná                   | Houžná                                                | Lenora                  | 4,43  |
| Hrabice                  | Hrabice                                               | Vimperk                 | 7,49  |
| Hradčany u Čkyně         | Hradčany                                              | Bošice                  | 1,88  |
| Hracholusky u Prachatic  | Hracholusky                                           | Hracholusky             | 8,2   |
| Hrbov u Lhenic           | Hrbov                                                 | Lhenice                 | 5,53  |
| Husinec                  | Husinec                                               | Husinec                 | 6,31  |
| Huťský Dvůr              | Klášterec                                             | Vimperk                 | 1,75  |
| Chlístov u Lažišť        | Chlístov                                              | Kratušín                | 1,73  |
| Chlum u Volar            | Chlum                                                 | Volary                  | 7,92  |
| Chlumany                 | Chlumany                                              | Chlumany                | 5,56  |
| Chocholatá Lhota         | Chocholatá Lhota                                      | Vlachovo Březí          | 1,77  |
| Chroboly                 | Chroboly, Lučenice                                    | Chroboly                | 11,65 |
| Chvalovice u Netolic     | Chvalovice                                            | Chvalovice              | 3,97  |
| Jáma                     | Jáma                                                  | Mičovice                | 3,63  |
| Jaroškov                 | Jaroškov                                              | Stachy                  | 1,89  |
| Javornice u Dubu         | Javornice                                             | Dub                     | 3,79  |
| Javorník u Stach         | Javorník, Lhota nad Rohanovem                         | Vacov                   | 6,43  |
| Jelemek                  | Jelemek                                               | Nebahovy                | 2,65  |
| Kahov                    | Kahov, Podolí                                         | Prachatice              | 1,64  |
| Klášterec u Vimperka     | Klášterec                                             | Vimperk                 | 3,52  |
| Klenovice u Mičovic      | Klenovice                                             | Mičovice                | 2,79  |
| Knížecí Pláně            | Knížecí Pláně                                         | Borová Lada             | 11,96 |
| Korkusova Huť            | Korkusova Huť                                         | Vimperk                 | 2,51  |
| Koryto                   | Koryto                                                | Zbytiny                 | 6,83  |
| Kosmo                    | Kosmo                                                 | Šumavské Hoštice        | 2,25  |
| Kralovice                | Kralovice                                             | Nebahovy                | 3,52  |
| Kratušín                 | Kratušín                                              | Kratušín                | 2,23  |
| Krejčovice               | Mlynářovice                                           | Volary                  | 2,63  |
| Krtely                   | Krtely                                                | Malovice                | 7,25  |
| Křesanov                 | Cejsice, Křesanov, Modlenice                          | Vimperk                 | 8,42  |
| Křišťanov                | Arnoštov, Křišťanov, Markov                           | Křišťanov               | 17,95 |
| Křišťanovice u Záblatí   | Křišťanovice                                          | Záblatí                 | 2,64  |
| Křížovice u Ktiše        | Miletínky, Tisovka                                    | Ktiš                    | 11,92 |
| Ktiš                     | Ktiš, Ktiš-Pila                                       | Ktiš                    | 5,73  |
| Kubova Huť               | Kubova Huť                                            | Kubova Huť              | 1,41  |
| Kvilda                   | Františkov, Hraběcí Huť, Kvilda, Vydří Most           | Kvilda                  | 31,32 |
| Lažiště                  | Lažiště                                               | Lažiště                 | 4,26  |
| Lažišťka                 | Lažišťka                                              | Nebahovy                | 1,49  |
| Lažíšťko                 | Leptač                                                | Chroboly                | 2,39  |
| Lčovice                  | Lčovice                                               | Lčovice                 | 5,76  |
| Lenora                   | Kaplice, Lenora, Zátoň                                | Lenora                  | 10,53 |
| Leptač                   | Leptač                                                | Chroboly                | 1,21  |
| Lhenice                  | Lhenice                                               | Lhenice                 | 7,47  |
| Lhota nad Rohanovem      | Lhota nad Rohanovem, Milíkov                          | Vacov                   | 4,67  |
| Libínské Sedlo           | Libínské Sedlo                                        | Prachatice              | 5,46  |
| Libotyně                 | Libotyně                                              | Radhostice              | 2,97  |
| Lipka u Vimperka         | Lipka                                                 | Vimperk                 | 4,05  |
| Lipovice                 | Konopiště, Lipovice                                   | Lipovice                | 4,69  |
| Lštění u Radhostic       | Dvorec, Lštění                                        | Radhostice              | 4,31  |
| Lužice u Netolic         | Lužice                                                | Lužice                  | 3,19  |
| Mahouš                   | Mahouš                                                | Mahouš                  | 5,96  |
| Malovice u Netolic       | Holečkov, Hradiště, Malovice                          | Malovice                | 9,98  |
| Malovičky                | Malovičky                                             | Malovice                | 4,18  |
| Masákova Lhota           | Masákova Lhota, Nový Dvůr                             | Zdíkov                  | 6,28  |
| Mičovice                 | Mičovice                                              | Mičovice                | 6,19  |
| Michlova Huť             | Michlova Huť                                          | Vimperk                 | 3,99  |
| Milešice                 | Mlynářovice                                           | Volary                  | 12    |
| Milov                    | Řetenice                                              | Nicov                   | 2,58  |
| Miřetice u Vacova        | Miřetice                                              | Vacov                   | 1,55  |
| Mladíkov                 | Mladíkov                                              | Vacov                   | 1,42  |
| Mlynářovice u Volar      | Mlynářovice                                           | Volary                  | 10,96 |
| Mojkov                   | Mojkov                                                | Vlachovo Březí          | 1,04  |
| Nebahovy                 | Nebahovy                                              | Nebahovy                | 6,32  |
| Němčice u Netolic        | Němčice                                               | Němčice                 | 2,45  |
| Nespice                  | Nespice                                               | Vacov                   | 4,02  |
| Netolice                 | Netolice, Petrův Dvůr                                 | Netolice                | 26,35 |
| Nicov                    | Nicov                                                 | Nicov                   | 3,85  |
| Nová Pec                 | Bělá, Dlouhý Bor, Jelení, Láz, Nová Pec, Nové Chalupy | Nová Pec                | 59,91 |
| Nové Hutě                | Nové Hutě                                             | Nové Hutě               | 23,24 |
| Nový Svět u Borových Lad | Nový Svět                                             | Borová Lada             | 2,78  |
| Obora u Hracholusk       | Obora                                                 | Hracholusky             | 5,79  |
| Olšovice                 | Olšovice                                              | Olšovice                | 3,58  |
| Onšovice u Čkyně         | Onšovice                                              | Čkyně                   | 4,44  |
| Oseky                    | Oseky                                                 | Prachatice              | 1,74  |
| Ovesné                   | Ovesné                                                | Chroboly                | 5,79  |
| Paseka u Borových Lad    | Paseka                                                | Borová Lada             | 11,29 |
| Pěčnov                   | Pěčnov                                                | Pěčnov                  | 1,98  |
| Pěkná                    | Pěkná                                                 | Nová Pec                | 6,47  |
| Perlovice                | Perlovice                                             | Prachatice              | 1,89  |
| Petrovice u Záblatí      | Záblatí                                               | Záblatí                 | 1,58  |
| Podeřiště                | Hláska, Podeřiště                                     | Malovice, Olšovice      | 3,72  |
| Polka                    | Polka                                                 | Horní Vltavice          | 1,91  |
| Prachatice               | Prachatice I, Prachatice II                           | Prachatice              | 20,33 |
| Pravětín                 | Pravětín                                              | Vimperk                 | 6,75  |
| Protivec                 | Protivec                                              | Strunkovice nad Blanicí | 2,93  |
| Přečín                   | Přečín                                                | Vacov                   | 3,49  |
| Předenice u Čkyně        | Předenice, Záhoříčko                                  | Čkyně                   | 1,71  |
| Putkov                   | Putkov                                                | Zdíkov                  | 2,81  |
| Račí                     | Račí                                                  | Horní Vltavice          | 10,17 |
| Račov                    | Račov                                                 | Zdíkov                  | 2,16  |
| Radhostice               | Radhostice                                            | Radhostice              | 3,12  |
| Radvanovice              | České Žleby                                           | Stožec                  | 7,58  |
| Ratiborova Lhota         | Ratiborova Lhota                                      | Mičovice                | 4,52  |
| Rohanov                  | Rohanov                                               | Vacov                   | 1,61  |
| Rohanov u Prachatic      | Rohanov                                               | Chroboly                | 2,51  |
| Řasnice                  | Řasnice                                               | Strážný                 | 1,95  |
| Řepešín                  | Řepešín                                               | Záblatí                 | 6,12  |
| Řetenice u Stach         | Řetenice                                              | Nicov                   | 3,97  |
| Saladín                  | Saladín                                               | Záblatí                 | 1,25  |
| Sedlovice                | Sedlovice                                             | Němčice                 | 1,7   |
| Setěchovice              | Bolíkovice, Setěchovice                               | Zálezly                 | 3,2   |
| Silnice                  | Strážný                                               | Strážný                 | 7,54  |
| Skláře u Vimperka        | Skláře                                                | Vimperk                 | 4,8   |
| Skříněřov                | Skříněřov                                             | Zbytiny                 | 6,91  |
| Slatina u Horní Vltavice | Slatina                                               | Horní Vltavice          | 2,12  |
| Smědeč                   | Smědeč, Smědeček                                      | Ktiš                    | 9,8   |
| Smrčná u Čkyně           | Smrčná                                                | Svatá Maří              | 2,37  |
| Solná Lhota              | Solná Lhota                                           | Vimperk                 | 3,42  |
| Spálenec                 | Spálenec                                              | Zbytiny                 | 4,85  |
| Spůle u Čkyně            | Spůle                                                 | Čkyně                   | 1,77  |
| Stádla                   | Stádla                                                | Prachatice              | 0,87  |
| Stachy                   | Stachy                                                | Stachy                  | 22    |
| Staré Prachatice         | Městská Lhotka, Ostrov, Staré Prachatice              | Prachatice              | 3,4   |
| Stodůlky u Strážného     | Strážný                                               | Strážný                 | 2,29  |
| Stožec                   | Stožec                                                | Stožec                  | 52,42 |
| Strážný                  | Strážný                                               | Strážný                 | 5,54  |
| Strunkovice nad Blanicí  | Strunkovice nad Blanicí                               | Strunkovice nad Blanicí | 6,26  |
| Studenec u Stach         | Popelná, Studenec                                     | Nicov                   | 3,37  |
| Svatá Maří               | Svatá Maří                                            | Svatá Maří              | 4,16  |
| Svinná Lada              | Svinná Lada                                           | Borová Lada             | 3,6   |
| Sviňovice                | Sviňovice                                             | Zbytiny                 | 4,33  |
| Svojnice                 | Svojnice                                              | Strunkovice nad Blanicí | 3,01  |
| Šindlov                  | Šindlov                                               | Borová Lada             | 1,78  |
| Šipoun                   | Blanička, Šipoun                                      | Strunkovice nad Blanicí | 3,91  |
| Štítkov                  | Brdo, Štítkov                                         | Svatá Maří              | 3,14  |
| Šumavské Hoštice         | Škarez 2.díl, Šumavské Hoštice                        | Šumavské Hoštice        | 4,82  |
| Švihov u Lažišť          | Drslavice, Chválov, Škarez 1.díl, Švihov, Trpín       | Drslavice               | 4,75  |
| Těšovice u Prachatic     | Těšovice                                              | Těšovice                | 4,42  |
| Trhonín                  | Trhonín, Vícemily                                     | Svatá Maří              | 3,04  |
| Třebanice                | Třebanice                                             | Lhenice                 | 3,96  |
| Třešňový Újezdec         | Třešňový Újezdec                                      | Lhenice                 | 3,68  |
| Tvrzice                  | Tvrzice                                               | Tvrzice                 | 3,16  |
| Úbislav                  | Úbislav                                               | Stachy                  | 4,24  |
| Uhřice u Vlachova Březí  | Doubrava, Uhřice                                      | Vlachovo Březí          | 2,89  |
| Újezdec u Tvrzic         | Újezdec                                               | Újezdec                 | 2,9   |
| Vacov                    | Vacov                                                 | Vacov                   | 0,54  |
| Vadkov                   | Vadkov                                                | Lhenice                 | 5,15  |
| Včelná pod Boubínem      | Včelná pod Boubínem                                   | Buk                     | 18,95 |
| Velký Bor u Strunkovic   | Malý Bor, Velký Bor                                   | Strunkovice nad Blanicí | 5,9   |
| Veselka u Vimperka       | Veselka                                               | Vimperk                 | 2,86  |
| Vimperk                  | Hrabice, U Sloupů, Vimperk I, Vimperk II, Vimperk III | Vimperk                 | 13,81 |
| Vitějovice               | Vitějovice                                            | Vitějovice              | 11,8  |
| Vlachovo Březí           | Vlachovo Březí                                        | Vlachovo Březí          | 8,84  |
| Vlčí Jámy                | Vlčí Jámy                                             | Lenora                  | 2,83  |
| Vlkonice u Vacova        | Vlkonice                                              | Vacov                   | 1,7   |
| Vodice u Lhenic          | Vodice                                                | Lhenice                 | 4,73  |
| Vojslavice u Žárovné     | Vojslavice                                            | Šumavské Hoštice        | 1,28  |
| Volary                   | Volary                                                | Volary                  | 59,38 |
| Volovice                 | Volovice                                              | Prachatice              | 3,58  |
| Vrbice u Vacova          | Vrbice                                                | Vrbice                  | 2,28  |
| Vrbice u Žitné           | Vrbice                                                | Hracholusky             | 2,27  |
| Výrov u Husince          | Výrov                                                 | Husinec                 | 2,44  |
| Výškovice u Vimperka     | Sudslavice, Vnarovy, Výškovice                        | Vimperk                 | 6,22  |
| Vyšovatka                | Vyšovatka                                             | Buk                     | 2,97  |
| Záblatí u Prachatic      | Záblatí                                               | Záblatí                 | 2,48  |
| Zábrdí u Lažišť          | Zábrdí                                                | Zábrdí                  | 4,9   |
| Záhoří u Chrobol         | Příslop, Záhoří                                       | Chroboly                | 11,15 |
| Zahrádky u Borových Lad  | Zahrádky                                              | Borová Lada             | 12,16 |
| Zálezly u Čkyně          | Kovanín, Zálezly                                      | Zálezly                 | 6,11  |
| Zbytiny                  | Blažejovice, Zbytiny                                  | Zbytiny                 | 16,11 |
| Zdenice                  | Zdenice                                               | Nebahovy                | 2,29  |
| Zdíkov                   | Zdíkov                                                | Zdíkov                  | 11,29 |
| Zdíkovec                 | Zdíkovec                                              | Zdíkov                  | 1,89  |
| Zvěřenice                | Zvěřenice                                             | Záblatí                 | 1,42  |
| Zvěřetice                | Zvěřetice                                             | Babice                  | 1,91  |
| Žár u Čkyně              | Ptákova Lhota, Žár                                    | Vacov                   | 3,2   |
| Žárovná                  | Žárovná                                               | Žárovná                 | 2,41  |
| Želnava                  | Slunečná, Záhvozdí, Želnava                           | Želnava                 | 10,34 |
| Žernovice                | Dubovice, Žernovice                                   | Žernovice               | 5,29  |
| Žíchovec                 | Žíchovec                                              | Strunkovice nad Blanicí | 2,67  |
| Žírec                    | Žírec                                                 | Zdíkov                  | 1,78  |
| Žitná u Netolic          | Žitná                                                 | Hracholusky             | 5,08  |
| Žlíbky                   | Žlíbky                                                | Horní Vltavice          | 14,96 |

Celková výměra 1374,98 km2